# 广城镇
广城镇，是中华人民共和国陕西省安康市紫阳县一个已撤销的乡级行政区，2015年，陕西省民政厅批复同意撤销广城镇，将其所辖行政区域划归高滩镇。